# Medusa-da-lua
A medusa-da-lua (Aurelia aurita) é uma alforreca (ou água-viva) comum em todos os oceanos do planeta, principalmente em águas costeiras.
Pode ser encontrada tanto em água salobra, como perto de recifes oceânicos. O seu intervalo de temperaturas ótimas é de 9 °C a 19 ºC, mas, comumente, suporta temperaturas entre -6 °C e 31 °C.

## Descrição
São animais com um diâmetro de disco de 5 cm a 40 cm, semi-nus e com uma coloração variável. Os traços mais visíveis são as quatro gónadas em forma de picadura, geralmente de uma cor viva, amarela a alaranjada. Os braços anais podem ser tão longos como o diâmetro do disco.
A Aurelia move-se contraindo o disco, sempre que possível horizontalmente, para que os tentáculos tenham maior superfície para a comida. A contração é realizada pelo músculo coronel, que é comandado pelo general subumbelar, aparentemente depois de receber informação dos ropálios.

## Reprodução

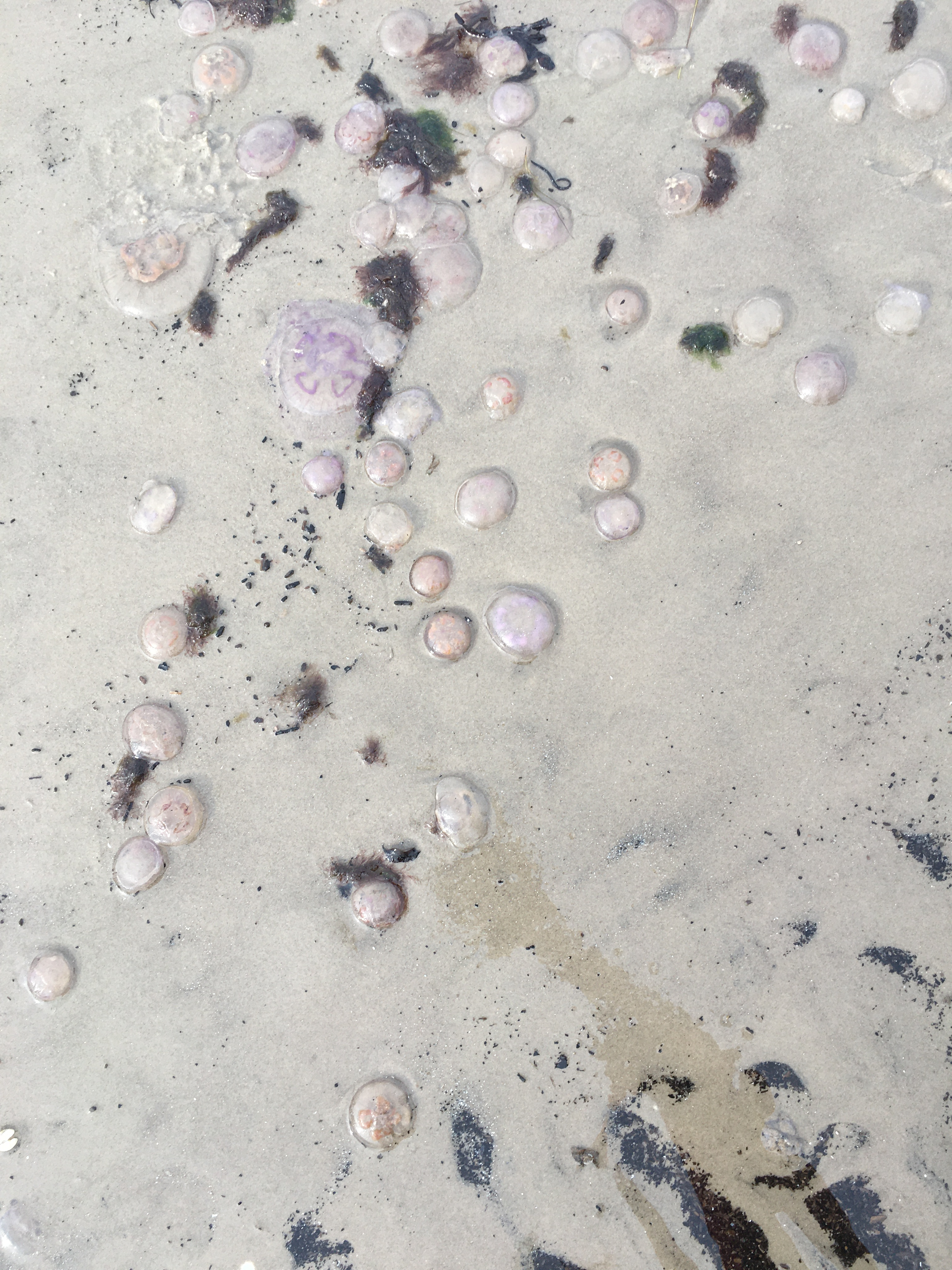
Medusa-da-lua apareceu na praia

A época reprodutiva da Aurelia aurita, que é uma espécie arcaica, ocorre normalmente na primavera e verão. Os ovos do saco, depois de fecundados, desenvolvem-se em sacos cheios de ovos formados por bregas dos braços orais. O zigoto transforma-se numa larva plânula, igualmente de vida livre que, quando encontra um substrato adequado, se fixa e se transforma num "cifístoma", uma larva polipoide, cuja única função é produzir éfiras. Para isso, o pólipo se divide transversalmente em vários discos que, ao libertarem-se, adquirem vida livre, na forma de éfiras. Este processo de reprodução assexuada denomina-se estrobilação.
As éfiras, ao crescerem, vão transformar-se em medusas que, ao atingirem o tamanho e complexidade adequadas, se diferenciam sexualmente em machos e fêmeas, passando a poder produzir seus gametas.

## Alimentação
A Aurelia é planctonófaga, consumindo moluscos, crustáceos, larvas de tunicados, copépodes, rotíferos, nemátodos, jovens poliquetas, protozoários, diatomáceas e ovos de organismos aquáticos. Também já foram observadas comendo pequenas hidromedusas e ctenóforos. Estes organismos são presos no muco existente na superfície da Aurelia e são depois passados para a região bucal por ação cílio/cilia. As partículas de alimento são deglutidas e seguem por oito canais separados, que são característicos desta espécie, para serem aí digeridos.

## Importância econômica
No caso de uma invasão de medusas, a sua acumulação pode, significativamente, afetar a teia alimentar e diminuir os recursos naturais.
Por outro lado, as medusas representam um importante elo na transformação da matéria orgânica pelágica.

## Simetrização
Muitos invertebrados, como as estrelas-do-mar, conseguem regenerar uma parte do corpo se a perderem.
A medusa, se perder um membro, em vez de regenerar os membros, reajusta os tentáculos restantes até estes ficarem espaçados de forma equidistante em torno do corpo.
A simetria é fundamental para os movimentos e alimentação das medusas-da-lua. Para obter essa simetria, apesar da perda de membros, os músculos do corpo da medusa empurraram e puxaram os membros restantes até ficarem uniformemente espaçados. É um fenômeno que a ciência ainda não identificara e ao qual se chama “simetrização”.